# Famille von Normann
Pour les articles homonymes, voir Normann.
La famille von Normann est une ancienne famille noble de Poméranie-Rügen, mentionnée pour la première fois au XIIIe siècle dans la principauté de Rügen (de).

## Histoire
La famille apparaît pour la première fois dans des documents en 1316 avec Thesemer, Henneke et Thesdart Norman  puis divisée en sept branches. Sur l'île de Rügen, la famille possède des propriétés dans les villes de Dubkevitz (de), Helle, Liddow, Lebbin, Tribbevitz, Jarnitz, Tribberatz et Poppelvitz. Au fil du temps, d'autres propriétés sont ajoutées sur le continent de Poméranie-Occidentale, comme Mocker et Thurow, ainsi que Gnatzkow près de Greifswald. En 1556, un certain Heinrich von Normann est gouverneur du diocèse de Cammin. La famille fournit de nombreux baillis à Rügen (de). Melchior von Normann est le premier conseiller du duc Ernest-Louis de Poméranie-Wolgast et régna avec une autorité illimitée.
La lignée de Gnatzkow près de Greifswald s'éteint en 1679 avec la dernière héritière Maria Lucretia von Normann, qui épouse Christoph von Bohlen et ainsi le domaine de Poméranie-Occidentale passe à la famille von Bohlen et reçoit le nom de domaine de Carlsburg après la construction du manoir de Carl Behrend von Bohlen vers 1773. Dans le même temps, une lignée baronniale composée de fonctionnaires et d'officiers de justice émerge en Hesse et à Nassau.
Des lignées de la famille sont fondées en Suède et au Danemark ainsi qu'en Silésie et dans le Wurtemberg. Les propriétaires du manoir d'Illmersdorf près de Drebkau en Lusace sont issus de la lignée de Dubnitz et s'occupent de cette propriété depuis des générations. Plusieurs membres de ces lignées, qui possèdent des biens dans les provinces brandebourgeoises et prussiennes, sont au service militaire prussien. Karl Ludwig von Normann (de) atteint le grade de général de division sous le roi Frédéric II et Georg Balthasar von Normann sous Frédéric-Guillaume II. Ce dernier adopte son neveu, qui fonde la famille von Kahlden (de)-Normann . La lignée du Wurtemberg accède au statut de comte en 1806 sous le nom de Normann-Ehrenfels. Elle est déjà inféodée depuis 1803 à Ehrenfels, autrefois propriété de la famille du même nom (de) éteinte au XIVe siècle, puis résidence d'été des abbés impériaux de Zwiefalten.
Dans le registre d'inscription de Dobbertin, il y a une inscription de Normann auf Diestelow en 1799 pour l'admission au monastère des femmes aristocratiques du monastère de Dobbertin ; La question de savoir si l'agnat enregistré devient ensuite conventuel nécessite encore une vérification valable.
En 1793, 1794 et 1798, des légitimations de noblesse sont réalisées pour un total de huit descendants illégitimes de la première noblesse avec l'ajout des armoiries du père, mais certaines ne sont publiées que dans les éditions de la lettre de noblesse dans la poche généalogique de Gotha
Le chasseur en chef de Schwarzburg-Rudolstadt Anton Adam Ludwig von Holleben (1711-1782) reçoit les domaines de Poméranie-Occidentale de Leistenow, Buschmühl et Gatschow grâce à son mariage avec sa seconde épouse (1747) Sophie Margarethe von Normann (1728-1803) en 1756. Il achète lui-même les manoirs de Helschdorf, Köditz (Koditz) et Fröbitz (Ferbitz) en 1760-1769 et en forma un majorat. Par conséquent, l'association de noms a lieu sous le nom de von Holleben (von) Normann ou von Holleben-Normann. L'association du nom appartient au fidéicommis respectif de Köditz et expire avec le lieutenant-général saxon Anton von Holleben genannt von Normann (de) (1854-1926), qui dissous le fidéicommis en 1924 et transfére Köditz avec Fröbitz à sa fille Hélène (née en 1890). Elle était mariée au major saxon Hans baron von Schaumberg (1876-1934) depuis 1911 et, selon l'ordre du ministre de l'Intérieur saxon, utilise le nom de baronne von Schaumberg-Normann depuis 1927. La propriété de Köditz et Fröbitz est expropriée à la suite de la Seconde Guerre mondiale
Au début du XIXe siècle, il existe encore trois lignées avec de nombreuses branches subsidiaires de l'ancienne famille aristocratique, et il y a peu de preuves d'une propriété foncière traditionnelle. En 1902 et 1939, le manoir de Barkow dans l'arrondissement de Greifenberg se trouve encore dans l'ancienne branche de Poméranie en tant que propriété avec 610 hectares du député et lieutenant-colonel Oskar von Normann-Barkow (de) puis son fils Rittmeister Philipp von Normann (1887–1945),.

### Anoblissements
Oskar Normann (1833–1914), lieutenant-colonel prussien, reçoit la noblesse prussienne sous le nom de von Normann-Loshausen en 1893, avec l'approbation du maintien des armoiries familiales précédemment utilisées des Rügen von Normann. Il peut retracer sa lignée familiale jusqu'à Knut Normann (mort en 1789), citoyen de Cassel, né à Stockholm en 1705. En 1891, il acquiert le château, le parc et la forêt de Loshausen (119 hectares de champs et jardins, 45 hectares de prairies et 151 hectares de forêt) et fait démolir l'ancien manoir. Un bâtiment en basalte est construit à sa place. Le domaine reste une propriété familiale jusqu'en 1924, date à laquelle il est vendu. En 1908, le Mildenburg (de) est acquis par achat. L'aménagement de la cour du château dans le style du romantisme du XIXe siècle. Un siècle et une rénovation et une modernisation approfondies des intérieurs suivent. De 1943 à 1979, le château appartient aux héritiers Normann-Loshausen, la famille Bock von Wülfingen (de), puis la ville de Miltenberg acquit l'ensemble immobilier. Le fils d'Oskar, Adolf von Normann-Loshausen (1864-1927) est un général de division prussien et commandant de la 18e brigade de cavalerie pendant la Première Guerre mondiale.
Dès 1838, Alexander Normann de Gera, capitaine et adjudant du prince Ferdinand de Gotha, a reçu, entre autres, la noblesse et le statut de baron de Saxe-Cobourg-Gotha.
En 1863, le banquier berlinois Siegfried Normann (1802-1874), issu d'une famille de Dantzig, baptisé en 1861, acquiert entre autres la noblesse prussienne. De son mariage avec Karoline Wulff-Levin genannt Halle est née une fille Marie Philippine (1835-1896), dont le mari Erik von Witzleben (de) (1827-1866) meurt à la bataille de Trautenau en tant que capitaine prussien et commandant de compagnie dans le 2e régiment de grenadiers de la Garde. Leurs fils Erik (1855-1931 ; lieutenant-colonel) et Kurt von Witzleben (1857-1931 ; chambellan) reçoivent l'autorisation prussienne d'unifier le nom et les armoiries de Witzleben-Normann en 1876

## Armes

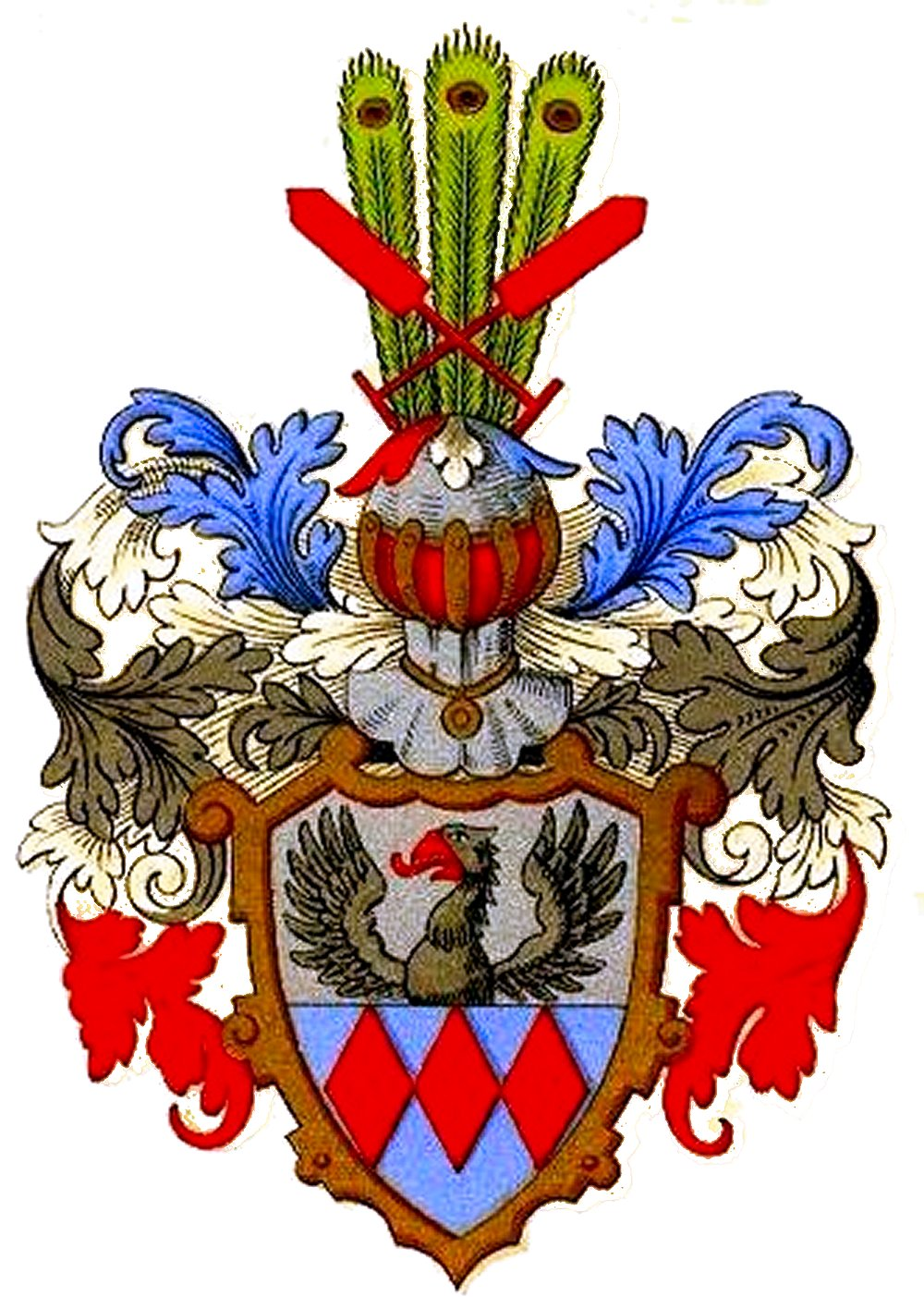
Armoiries de la famille von Normann

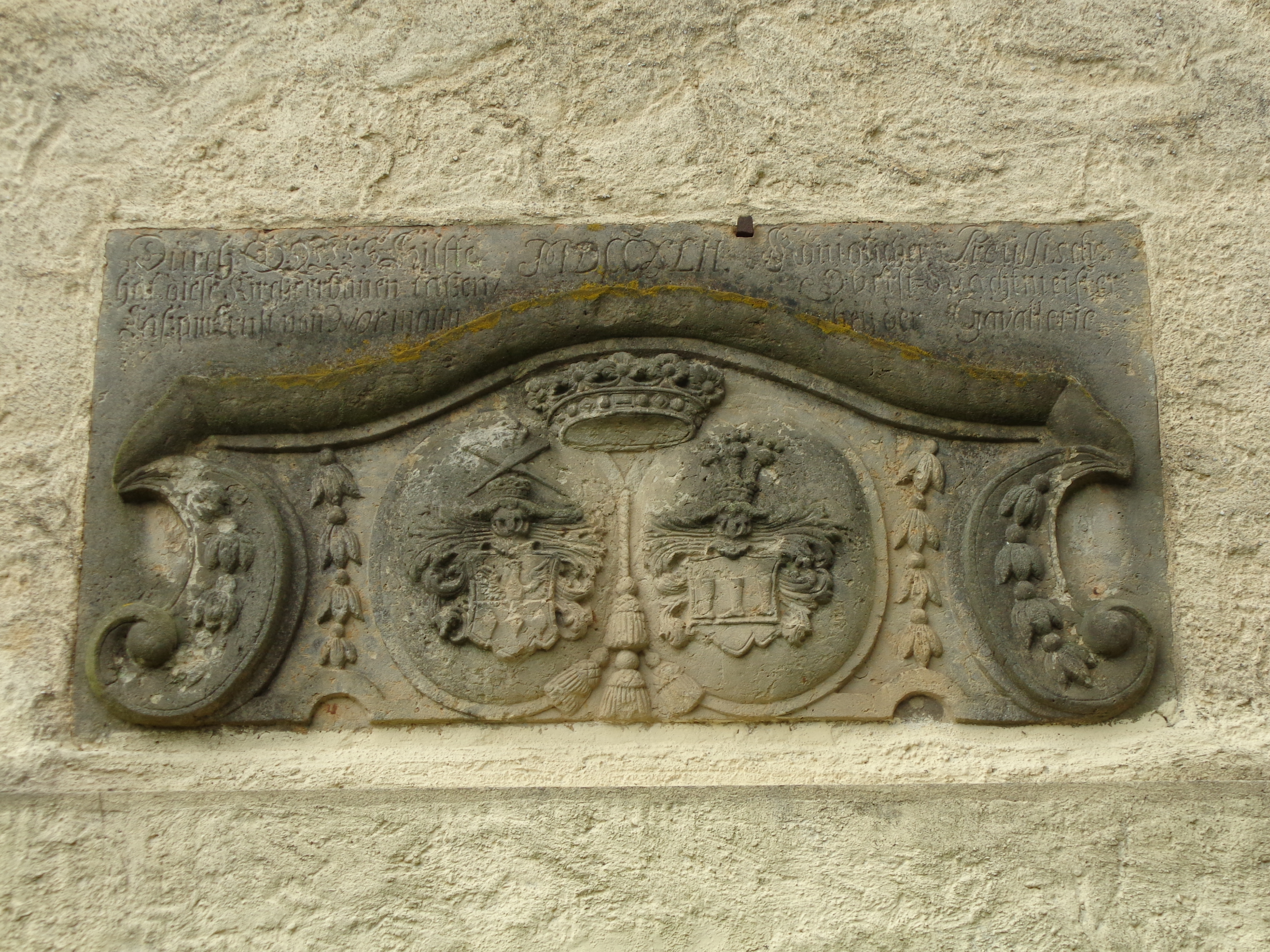
Armoiries de l'alliance des familles von Normann et von Barfuß au-dessus de l'entrée ouest de l' Lausitz (2016)

Les armoiries de la famille montrent un aigle noir en croissance en argent en haut du bouclier divisé, et trois aigles rouges debout les uns à côté des autres en bleu en bas. Sur le casque avec des lambrequins rouge-argent (également rouge-argent-bleu-argent-noir-argent-rouge-argent ) devant une fronde de paon naturelle, deux rames dorées (ou rouges) inclinées vers le haut.

Les armoiries du comte Normann-Ehrenfels élargissent les armoiries familiales en plus des pièces maîtresses du comte avec les armoiries du défunt Ehrenfelser, trois barres diagonales gauches directement l'une à côté de l'autre en bleu, les deux extérieures rouges, celle du milieu un or

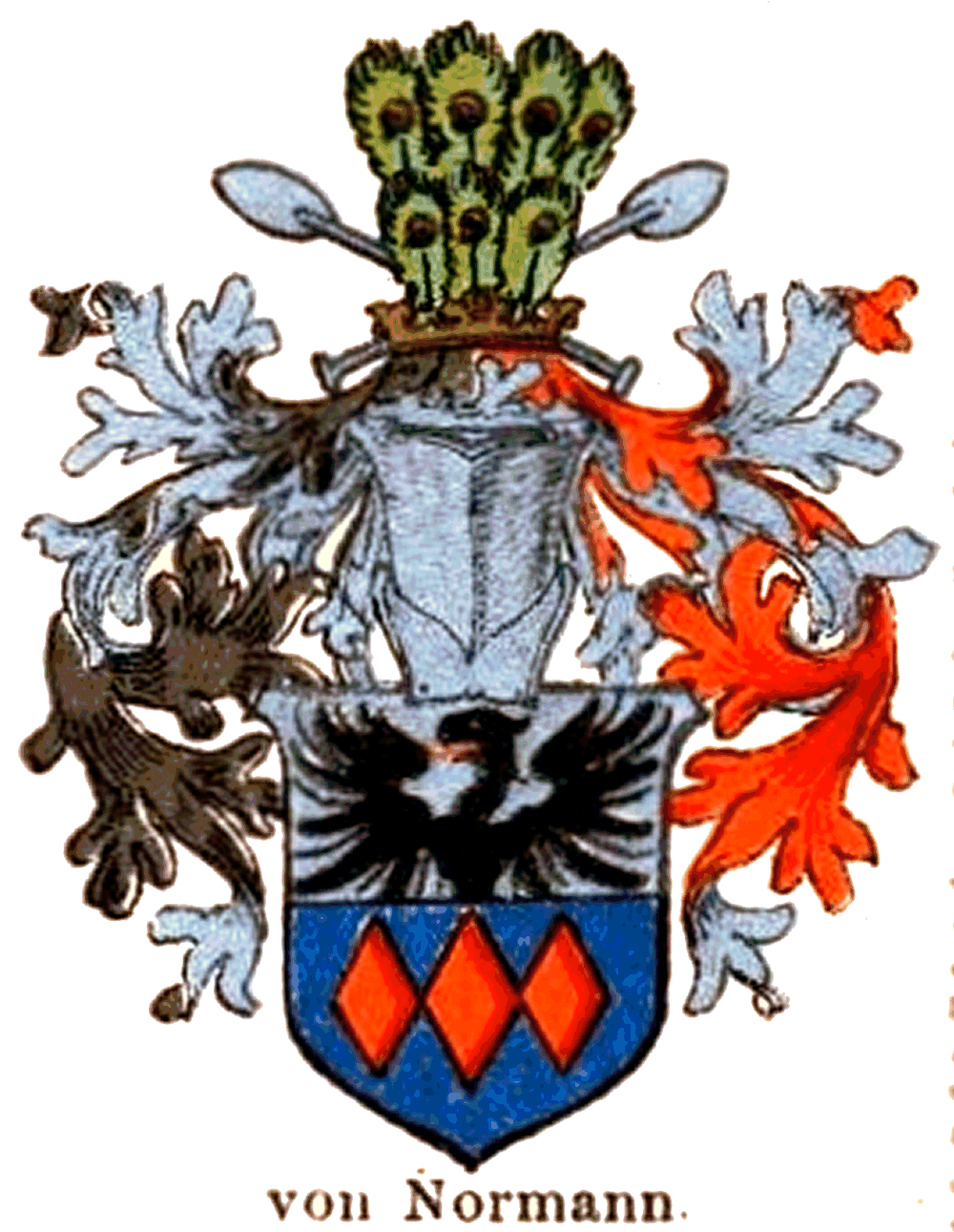
Variante des Armoires de la famille Normann
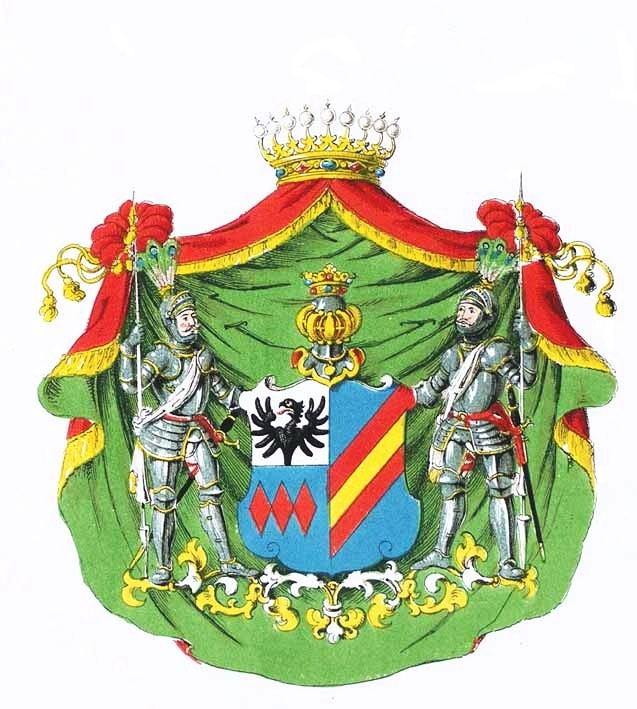
Armureries des comtes de Normann-Ehrenfels

## Personnalités
- Adolf von Normann-Loshausen (1864-1927), major général prussien
- Axel von Normann (de) (1760-1835), major général prussien
- Ernst Christoph von Normann (de) (1717-1770), major général autrichien, chevalier de l'ordre de Marie-Thérèse
- Friedrich Wilhelm von Normann (1771-1829), propriétaire foncier et administrateur de l'arrondissement de Cottbus (de)[25].
- Friedrich von Normann-Ehrenfels (de) (1787-1834), chambellan wurtembergeois, conseiller de la cour et des finances
- Georg Balthasar von Normann (de) (1721-1795), major général prussien
- Hans von Normann (de) (1880-1918), administrateur de l'arrondissement de Regenwalde (de)
- Heinrich von Normann, ambassadeur poméranien à la cour impériale en 1548 et gouverneur ducal de l'évêché de Cammin en 1557
- Heinrich von Normann (1847-1934), lieutenant général prussien
- Johann Friedrich von Normann (de) (1734-1798), major général prussien
- Karl von Normann (de) (1827-1888), maréchal de la cour prussienne
- Karl Ludwig von Normann (de) (1705-1780), major général prussien
- Karl von Normann-Ehrenfels (Karl Friedrich Leberecht von Normann-Ehrenfels ; 1784-1822), major général wurtembergeois, philhellène
- Karl August Friedrich von Normann-Ehrenfels (de) (1783-1824), chambellan wurtembergeois
- Matthäus von Normann (de), juriste allemand ; de 1554 à 1569, bailli de Rügen
- Melchior von Normann, conseiller et ministre ducal, favori du duc Ernst Ludwig de Poméranie-Wolgast
- Otto von Normann (1853-1928), lieutenant général prussien
- Philipp Christian von Normann-Ehrenfels (de) (1756-1817), juriste, ministre d'État du royaume de Wurtemberg
- Rudolf von Normann (1806-1882), peintre, dessinateur, lithographe et décorateur de théâtre